# Animositisomina
Animositisomina è l'ottavo album in studio, del gruppo industrial metal statunitense Ministry, pubblicato nel 2003.

## Tracce
1. Animosity – 4:36
2. Unsung – 3:11
3. Piss – 5:10
4. Lockbox – 4:45
5. Broken – 4:52
6. The Light Pours Out of Me – 4:26
7. Shove – 5:53
8. Impossible – 7:43
9. Stolen – 4:09
10. Leper – 9:00

## Formazione
Ministry
- Al Jourgensen - voce, chitarre, tastiere, programmazioni
- Paul Barker - basso, programmazioni, tastiere, voce, chitarra

Collaboratori
- Max Brody - batteria, percussioni, programmazioni, sax
- Rey Washman - batteria, percussioni
- Louis Svitek - chitarra
- Adam Grossman - chitarra
- Angela Lukacin-Jourgensen - cori
- Katherine Kinslow - cori